# Deutsche Zukunft
Die Deutsche Zukunft (DZ) war eine ab 1933 herausgegebene deutsche Wochenzeitung für Politik, Wirtschaft und Kultur. Sie gilt als Vorläuferin der nationalsozialistischen Publikation Das Reich, in die sie 1940 überführt wurde.

## Geschichte

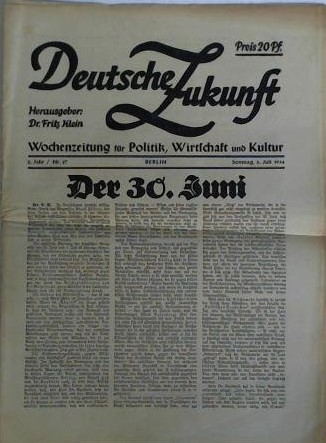
Leitartikel zum Röhm-Putsch vom 8. Juli 1934

Die Deutsche Zukunft wurde am 3. Oktober 1933 von Fritz Klein und Paul Fechter gegründet. Die erste Nummer erschien am 15. Oktober 1933. Das Format betrug 26 cm × 37 cm. Die Seiten waren dreispaltig, wobei die Schlagzeile des Leitartikels auf der ersten Seite unter dem Titelkopf über alle drei Spalten ging. Bis Anfang 1935 blieb auf der Titelseite die erste Spalte sowie drei Spalten der unteren Hälfte der zweiten Seite dem Kommentar des Herausgebers vorbehalten. Der Gesamtumfang betrug 24 Seiten, ab Dezember 1939 noch 20 Seiten. Die Einzelausgabe kostete von 1933 bis 1940 unverändert 20 Pfennig.
Der Zeitungskatalog des Reichsverbands der deutschen Werbungsmittler von 1935 gibt eine Gesamtauflage von 24.423 Exemplaren an. Nach dem plötzlichen Tod von Fritz Klein im Jahr 1936 verlor das Blatt an Reichweite und fiel bis 1940 auf 6168 Abonnements plus 9692 Exemplare im Einzelverkauf zurück. Verlag und Druckort wechselten mehrfach – gedruckt wurde die DZ anfangs im Bibliographischen Institut in Leipzig, ab Juli 1936 bei der Gutenberg Haus GmbH im Berliner Zeitungsviertel und ab Januar 1937 im Ullstein Verlag, der kurze Zeit später in Deutscher Verlag umbenannt und dem Zentralverlag der NSDAP, dem Franz-Eher-Verlag angegliedert wurde. Das letzte Impressum gibt als Verlag die DVA in Stuttgart, Berlin sowie Leipzig und als Druckort den Deutschen Verlag in Berlin an.
Der Untertitel der DZ lautete: Wochenzeitung für Politik, Wirtschaft und Kultur. Dementsprechend setzte sich das Blatt aus einem Politik-, Wirtschafts-, Kunst-, Literatur- und Theaterteil zusammen. Dazu kamen ganzseitige Anzeigen, bis 1938 unter anderem regelmäßig von den Berliner Kaufhäusern Wertheim, Hertie und Israel. Die letzten Seiten füllten neben größeren Annoncen zahlreiche Kleinanzeigen jeder Art, darunter auch Stellengesuche.
Inhaltlich apostrophierte die Forschung das Blatt verschiedentlich als „regimekritisch“ und als Organ eines „inneren Widerstands“. Grundlage hierfür bildeten Angaben von Mitwirkenden der Deutschen Zukunft nach Kriegsende, wonach sich das Blatt deutlich von der üblichen NS-Presse abgehoben habe und, dass „Kritik zwischen den Zeilen zu üben, Spitzen austeilen, ohne sich direkt eine Blöße zu geben, eine Kunst war, in der Autoren der DZ eine ziemliche Fertigkeit erwarben“. Für Emil Dovifat gehörte die Zeitung zur „Weltpresse“, die sich mit „überlegener Sachkunde behauptete und mit geistiger Equilibristik seine Wächter überspielte“.
Allerdings wurde die DZ von verschiedenen Zeitgenossen und Forschern unterschiedlich beurteilt. So soll es der Zeitung gelungen sein, „von manchen Lesern als eine Art stille Opposition wahrgenommen zu werden, obschon sie tatsächlich kaum kritisch in ihren Artikeln“ war. Denn die Deutsche Zukunft stand politisch fest auf dem Boden des Dritten Reichs. Das heißt, einige Beiträge trugen durchaus kritische Noten, die nationalsozialistische Gesamthaltung der Zeitung schloss jedoch jeden Zweifel über ihre politische Richtung aus.
Fritz Kleins Sohn hielt dazu später fest: „Was war die Deutsche Zukunft? Gewiss keine Zeitung des Widerstands, dazu war die Übereinstimmung mit Grundpositionen des Regimes zu groß und die Kritik an mannigfachen Übelständen zu leise, zu verhalten.“ Schon der Titel stand in gezielter Gegnerschaft zu der von Maximilian Harden herausgegebenen linksliberalen und ehemals populären Wochenschrift Die Zukunft (1892–1922), die genauso wie Harden von den Nationalsozialisten verfemt wurde. Konkret war in der ersten Ausgabe der DZ auf Seite 1 über das Programm der Zeitung zu lesen:

„Mit Paul Fechter habe ich diese Zeitung gegründet. Sie nennt sich ‚Deutsche Zukunft‘, weil in der Tat ein neues Blatt in der Geschichte unseres Volkes aufgeschlagen wurde. Die führenden Männer, an der Spitze Reichskanzler Adolf Hitler sind von dem glühenden Willen beseelt, einem Reiche der Ehre und Freiheit zu dienen. [...] Bei dieser großen Umwälzung uns einzugliedern in das stürmische Geschehen unserer Zeit, einzufügen in die Gesetzmäßigkeit des Volkes, mitbauen zu helfen mit noch so bescheidenen Kräften, das ist unser Wunsch. Wir bekennen uns zu der Ewigkeit der deutschen Nation. Wir bejahen den kraftvollen Staat, der die Schlüsselfestung im Lebensringen unseres ganzen Volkstums ist, wo immer es von deutscher Mutter geboren wird. Wir wollen zur Stelle sein, dem ganzen zur Verfügung stehen.“

Und so ging es Zeile um Zeile geschwängert von nationalem Pathos in vielen Ausgaben weiter. Laut Angaben von Kleins Sohn war sein Vater kein Gegner des Regimes, viel mehr hatte er den Wunsch, sich mit seiner Zeitung in die nationalsozialistische Bewegung einzugliedern. Da dies unverkennbar war, betonten nach dem Zweiten Weltkrieg mehrere Autoren, sie hätten für die Deutsche Zukunft nur Artikel geschrieben, in denen sie grundsätzlich keine Stellung zu politischen Fragen nahmen. Demgegenüber stehen zahlreiche Artikel, aus denen deutlich hervorgeht, dass viele der mitwirkenden Journalisten, darunter Theodor Heuss, mit der nationalen, die Stellung des starken Staates betonenden Linie der Zeitung konform gegangen sind.
Ab Mitte Mai 1936 zeichnete Paul Fechter als alleiniger Herausgeber. Er führte das Blatt mit großem publizistischem Elan, aber ebenfalls ohne politischen Oppositionswillen fort. Zeitgleich wirkte Fechter bei einer ganzen Reihe von Publikationen als Herausgeber, Redakteur oder Verfasser und war erklärter Anhänger des Nationalsozialismus. Bis heute ist sein 1940 veröffentlichtes Werk Geschichte der deutschen Literatur umstritten, in dem er Hitler nicht nur als Politiker, sondern ausführlich als Schriftsteller würdigt und dessen Bekenntnisbuch Mein Kampf zu einem „literarischen Kunstwerk“ stilisiert.
Die Deutsche Zukunft wurde nicht, wie in einigen Nachkriegspublikationen dargestellt, von den Nationalsozialisten verboten oder „wegen Gesinnung und Niveau alsbald unterdrückt“. Vielmehr wurde sie von Fechter im Juni 1940 in die neu gegründete Wochenzeitung Das Reich überführt. Fast alle  Autoren der DZ schrieben für Das Reich weiter. Für die Gründer war dies ein Periodikum, das die Rolle der Repräsentation der Machtstellung des Dritten Reiches übernehmen sollte. Unter diesem Gesichtspunkt wurde der Titel Das Reich gewählt, nachdem sich die Beibehaltung beziehungsweise die ebenfalls vorgeschlagenen Titel Deutsche Zukunft und Zukunft bei der Namenswahl nicht durchsetzen konnten.
Laut Aussage von Kleins Sohn, der in der DDR zum marxistischen Historiker avancierte, war die Deutsche Zukunft seit 1935 immer mehr in Zahlungsschwierigkeiten geraten, was der Hauptgrund für den häufigen Verlagswechsel und letztlich ihres Verschwindens gewesen sein soll. Die letzte Ausgabe erschien am 2. Juni 1940. Den Lesern teilte Paul Fechter mit:

„Mit dem heutigen Tag stellt die Deutsche Zukunft ihr Erscheinen ein und geht in der neuen, großen Wochenzeitung DAS REICH auf. Die publizistischen Aufgaben der Deutschen Zukunft werden von der neuen Wochenzeitung in größerem Rahmen gelöst werden [...].“

Dem folgten die üblichen Phrasen in der Sprache des Nationalsozialismus. Über die Integration der „politisch-literarischen Deutschen Zukunft“ in die „politisch-kulturelle Wochenzeitung Das Reich“ wurde in der NS-Presse offen berichtet. Unter anderem hielt die Zeitungswissenschaft. Monatsschrift für internationale Zeitungsforschung 1942 fest, dass „der Kardinalunterschied zwischen der Wirkungsweise der eingegangenen Zeitschrift Deutsche Zukunft und der neuen Das Reich allein an der Auflagenhöhe der beiden Blätter ermessen werden“ könne. Zu diesem Zeitpunkt hatte sich Das Reich mit einer Auflage von über einer Million bereits zu einer der meistgelesenen NS-Propagandaschriften über die deutschen Grenzen hinaus entwickelt, da es wie seine Vorgängerin weitgehend auf Nachrichten verzichtete, dafür aber durch Kommentare, Reportagen und Analysen geschickte Deutungen und Anschauungsweisen zu aktuellen Themen transferierte.

## Mitwirkende (Auswahl)
- Peter Bamm (regelmäßiger Autor)
- Gottfried Benn (regelmäßiger Autor)
- Werner Bergengruen (regelmäßiger Autor)
- Annamarie Doherr (regelmäßige Autorin)
- Paul Fechter (Schriftleiter)
- Wolfgang Goetz (regelmäßiger Autor)
- Hans Grimm (regelmäßiger Autor)
- Fred Hamel (regelmäßiger Autor)
- Theodor Heuss (regelmäßiger Autor)
- Fritz Klein (Schriftleiter)
- Agnes Miegel (regelmäßige Autorin)
- Börries von Münchhausen (regelmäßiger Autor)
- Hans Paeschke (regelmäßiger Autor)
- Adolf Reichwein (regelmäßiger Autor)
- Ernst Samhaber (Redakteur)
- Edzard Schaper (regelmäßiger Autor)
- Reinhold Schneider (regelmäßiger Autor)
- Edgar Schröder (Redakteur)
- Georg Streiter (regelmäßiger Autor)
- Will Vesper (regelmäßiger Autor)
- Werner Wirths (Redakteur)